# Monarca

Corona del rey de España.

Se conoce como monarca al jefe de Estado de un país cuyo sistema político recibe el nombre de monarquía; dependiendo de la forma política de dicho país, puede ejercer la más alta representación del Estado y arbitrar y moderar el funcionamiento de sus instituciones. o puede tener, además, poderes ejecutivos con más o menos prerrogativas. 
Aunque también puede referirse al jefe de una etnia (zulúes, maoríes, etc.), normalmente lo es de un país (en la actualidad cuarenta y seis Estados tienen una monarquía como forma del Jefe del Estado, y una institución de derecho internacional elevada a la categoría de Estado —Orden de Malta—, reconocidos por la ONU). Uno de esos jefes de Estado, en concreto el rey del Reino Unido, ostenta el papel de cabeza de la Mancomunidad de Naciones, organización que comparte lazos históricos con el Reino Unido.
Suele ser un título hereditario y vitalicio. En algunos casos son elegidos por un cónclave (el papa en Ciudad del Vaticano), asamblea (Orden de Malta), por decisión papal (copríncipe eclesiástico de Andorra) o por elección democrática del pueblo francés (copríncipe de Andorra tal y como señala la Constitución de este Estado pirenaico). No son monarcas vitalicios el rey de Malasia y los copríncipes de Andorra.
Aunque tradicionalmente han actuado como autócratas (en el sentido de ejercer por sí solos la autoridad suprema de un Estado, caso del emperador o zar del Imperio ruso y del Zarato ruso) también han podido ser figuras de carácter ceremonial sin ningún poder real (caso del emperador de Japón), con el poder restringido a sus territorios patrimoniales (caso del emperador del Sacro Imperio Romano Germánico o el rey de Francia en la Edad Media antes de que extendiera su autoridad a la totalidad del país), o con unos poderes más o menos limitados por una constitución, en cuyo caso se habla de monarca constitucional (caso del estatúder en los Países Bajos, el rey de España o el rey de Inglaterra).
Habiendo estado extendidos por casi toda la tierra, el origen de los distintos regímenes monárquicos es a veces un tanto incierto, sobre todo por la antigüedad de muchos de ellos y por la carencia de fuentes relevantes que lo refieran; en estos casos, es relativamente común que la monarquía se asocie a alguna leyenda de carácter mítico, usualmente asociada a una intervención divina (caso del emperador en Japón, supuesto descendiente de la diosa Amaterasu; y también de los emperadores julio-claudios de Roma, que decían descender de la diosa Venus). En muchos otros casos, existen abundantes fuentes documentales que describen la aparición de la monarquía, como por ejemplo en el advenimiento del régimen imperial romano y de su directo descendiente el Imperio bizantino, en el establecimiento del Sacro Imperio Romano Germánico. De todas formas, dentro del contexto de las monarquías cristianas (que van desde el Bajo Imperio romano y el Imperio bizantino hasta los reyes de Francia, Inglaterra, Austria, España, entre otras) se extendió como había sido en la Edad Antigua, a modo de justificar el régimen, el concepto de monarquía divina, en virtud del cual el rey lo era por la gracia de Dios (derecho divino de los reyes), lo cual confería un carácter sagrado a la monarquía. Conceptos parecidos se empleaban en el Imperio chino, donde el emperador (el 'Hijo del Cielo'), ostentaba el llamado "mandato del Cielo", que lo habilitaba para gobernar.
La monarquía es mayoritariamente hereditaria y presuntamente perpetua, excepto en casos excepcionales como en la Ciudad del Vaticano, donde el monarca es un pontífice elegido por inspiración divina, por un grupo cerrado de personas que conforman el Colegio Cardenalicio. El modo de herencia más común ha sido de padres a hijos, por línea paterna; las monarquías matrilineales han sido algo excepcional. En algunas dinastías, las mujeres han podido gobernar, bien porque no hubiera ningún hermano varón, bien porque ellas fueran las primogénitas; dependía de las tradiciones de la propia dinastía: por ejemplo, la dinastía Capeto de Francia, se regía por la Ley Sálica que impedía gobernar a las mujeres, mientras que la Casa de Trastámara de Castilla no lo hacía, y algunas mujeres pudieron llegar al poder.
Los monarcas pueden recibir distintos títulos, como rey/reina, emperador/emperatriz, gran duque/gran duquesa, príncipe/princesa, papa (con dignidad religiosa), rara vez se les denomina caudillo; en algunas civilizaciones americanas cacique (sobre todo de carácter tribal), pishin (en las culturas mayas), inca (en el Imperio inca) o Huey Tlatoani (en el imperio Azteca). Existen además términos específicos para los monarcas de algunos estados, derivados de los idiomas locales o de adaptaciones lingüísticas, como zar (de Rusia, de Bulgaria), faraón (de Egipto), sah (de Persia), kan (o khan, para los pueblos tártaros). Los monarcas de los estados gobernados por la ley islámica eran llamados sultanes, y si estaban investidos de la suprema autoridad religiosa, califa (que significa algo así como "representante del profeta" o comendador de los creyentes). En la antigua Grecia, los monarcas recibían el título de tirano o basileo; este último fue retomado por los emperadores bizantinos. Los vocablos «príncipe» y «princesa» provienen del latín princeps, primer ciudadano; fue el título empleado durante el Alto Imperio romano por los emperadores (a su vez, emperador viene del latín imperator, título militar equivalente a "soberano" o jefe del Ejército). Algunos monarcas soberanos, sobre todo de Italia, mantuvieron el título de príncipe, y en ciertos países como en Francia fue empleado como título nobiliario; en otros casos se destinó a los hijos, descendientes o herederos del monarca (príncipe de Asturias, príncipe de Gales, príncipe de Orange, entre otros). Nótese que en algunos países europeos, asiáticos y africanos un "rey" es el jefe de Estado de una nación-estado, pero en otros países, el rey puede que sea el jefe de una tribu, y que no se corresponda con un Estado independiente.
Antiguamente, y aún en algunas naciones monárquicas actuales, solían atribuirse al monarca, poderes divinos (por ejemplo, los monarcas ungidos de Israel, e Inglaterra o Francia, supuestamente podían curar a los enfermos imponiendo las manos), como una muestra de que eran elegidos o enviados de Dios para gobernar.

## Historia
Conceptualmente, el monarca era sinónimo de diferentes títulos dependiendo de los avatares históricos del país gobernado. Históricamente siempre han existido monarquías hereditarias y no hereditarias.
Con la llegada de la monarquía constitucional o "limitada", los poderes del soberano ya no son absolutos: puede ser parlamentario o puro, según exista o no el principio parlamentario de la necesidad de una relación de confianza entre los poderes ejecutivo y legislativo. ; en este caso el soberano tiene derecho a ser consultado, derecho a alentar, derecho a advertir. La primera nación en introducir una forma de monarquía constitucional fue Inglaterra, tras la aprobación de la Carta Magna.
Las primeras figuras históricas de los monarcas en estados organizados (aunque atípicas) fueron los ensi, o mejor dicho, los sacerdotes/monarcas de la civilización sumeria, en medio de Mesopotamia. La primera ciudad gobernada por un ensi fue el centro urbano de Urug-Dug (o Nun-Ki), más conocida como Eridu, la ciudad santa de los sumerios. La verdadera primera y poderosa ciudad-estado sumeria, con su propio sacerdote-monarca, fue Uruk (2900/2500 a. C.).
El nombre del primero de estos gobernantes particulares fue Dumuzi (en acadio, Tamuzu; en hebreo Tammuz) de quien se encontró un templo en Uruk junto a las ruinas del Gran Templo E-anna, la Casa Celestial. Sin embargo, el rey Gilgamesh es el monarca que permanece entre las figuras más antiguas y legendarias del pasado, a caballo entre la historia y la mitología.
El monarca sigue siendo una figura típica de la Grecia clásica más antigua. Es un hecho que las civilizaciones micénica y cretense fueron monarquías. Incluso cuando las aristocracias griegas suplantaron el gobierno de las ciudades con oligarquías, regiones como Epiro y Macedonia conservaron su forma de estados reinos.
Entre las ciudades helénicas, sólo Esparta conservó su propio monarca, pero en forma de diarquía (presencia simultánea de dos reyes, en este caso dos representantes de las dinastías Agíadas y Euripóntidas, que se consideraban descendientes de Heracles). El origen probablemente se encuentre en una forma primitiva de gobierno con tres reyes, la triarquía, de las tres primitivas tribus dóricas de los Illei, Dimani y Panfili. Con el tiempo, una de las tres figuras perdió poder.

## Origen del término
La palabra monarca, en latín monarcha, proviene de la griega μονάρχης, monárkhēs (de monos, μόνος, "uno/singular", y ἄρχω, árkhō, "gobernar" (compárese con archon, ἄρχων, "liderar/gobernar/mandar")) la cual se refería a un solo gobernante absoluto, al menos nominalmente hablando.
Por su parte, el vocablo «rey», en el español moderno, deriva del latín rex con igual significado, y, de forma análoga, la palabra «reino», del latín regnum. Todos estos vocablos provienen a su vez de la raíz indoeuropea reg que significa regir o gobernar, además de referir al lado derecho o recto del cuerpo, razón por la cual se conserva en la etimología del término para diestro de algunas lenguas germánicas.
En hebreo el término para rey es mé·lekj. Uno de los monarcas más antiguos, Nemrod, es mencionado por la biblia (Gé 10:8-12.) y numerosas tradiciones antiguas.

## Títulos monárquicos
A lo largo de la historia han sido numerosos los títulos utilizados por los soberanos, en ocasiones más de uno al mismo tiempo. Los títulos utilizados actualmente por los monarcas de estados soberanos son:
- emir: Emiratos Árabes Unidos, Kuwait, Catar;
- gran duque: Luxemburgo;
- emperador: Japón;
- papa o pontífice: Ciudad del Vaticano;
- príncipe: Andorra, Liechtenstein, Mónaco;
- rey: Arabia Saudita, Baréin, Bélgica, Bután, Camboya, Dinamarca, Jordania, Lesoto, Malasia, Marruecos, Noruega, Países Bajos, Reino Unido (incluidos todos los Estados de la Commonwealth en los que el soberano británico es Jefe de Estado), España, Esuatini, Suecia, Tailandia, Tonga;
- sultán: Brunei, Omán.

Algunos de los títulos más utilizados en el pasado son:
- bey: Túnez;
- califa: varios estados árabes;
- césar: Imperio Romano;
- chhatrapati: varios estados indios;
- chögyal: Sikkim;
- dalái lama: Tíbet;
- duque: varios estados europeos;
- faraón: Antiguo Egipto;
- juez: Cerdeña;
- Káiser: Alemania, Austria;
- khagan: Imperio mongol;
- kan: Imperio mongol;
- lakan: Filipinas;
- maharajá: varios estados indios;
- malik: varios estados árabes;
- mikado: Japón;
- negus: Etiopía;
- nizam: Hyderabad;
- rajá: varios estados indios;
- samraat: varios estados indios;
- sha: Persia;
- shahanshah (rey de reyes): Persia;
- zar: Rusia, Bulgaria.

## Sucesión

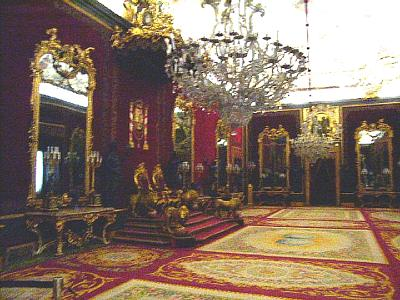
Salón del Trono del Palacio Real de Madrid.

El sistema de sucesión al trono no es igual en todas las monarquías. Tradicionalmente, lo más común es que el sucesor de un rey sea su hijo primogénito varón; en caso de que no los tuviera, le sucedería su hija mayor o algún familiar de sexo masculino, dependiendo de si la monarquía permite a las mujeres reinar, e incluso que la sucesión pase por una rama femenina del linaje (Ley sálica).
Algunas monarquías han abolido esta preferencia por los hombres, y es el hijo primogénito del monarca, varón o mujer, quien sucede al rey.
En España, fue abolida en 1830 la ley sálica que impedía reinar a las mujeres, pero sigue existiendo una preferencia por los hombres en la sucesión al trono. Felipe VI sucedió al rey Juan Carlos I, a pesar de tener dos hermanas mayores que él.
En algunas monarquías, como la de Arabia Saudita, la sucesión al trono suele pasar primero al hermano mayor inmediato al monarca y así sucesivamente a través de sus otros hermanos, y sólo después de ellos a los hijos del monarca (antigüedad agnática). En otras monarquías (por ejemplo, Jordania), el monarca elige a su sucesor dentro de la familia real, que no tiene por qué ser necesariamente su hijo mayor.
También han existido algunos monarcas electos, como los papas, los reyes de Polonia, y dictadores que se han declarado líderes de una monarquía autoproclamada.
El sistema de tanistría practicado entre las tribus celtas era semielectivo y daba peso también a la capacidad y al mérito.

## Cronologías de monarquías reinantes

### África
- Lista de los monarcas de Lesoto
- Lista de los monarcas de Marruecos
- Lista de los monarcas de Suazilandia

### Asia
- Lista de los monarcas de Arabia Saudita
- Lista de los monarcas de Baréin
- Lista de los monarcas de Brunéi
- Lista de los monarcas de Bután
- Lista de los monarcas de Camboya
- Lista de los monarcas de Catar
- Lista de los monarcas de los Emiratos Árabes Unidos (Presidentes)
- Lista de los monarcas de los Emiratos Árabes Unidos (Primeros Ministros)
- Lista de los monarcas de Japón
- Lista de los monarcas de Jordania
- Lista de los monarcas de Kuwait
- Lista de los monarcas de Malasia
- Lista de los monarcas de Omán
- Lista de los monarcas de Tailandia

### Europa
- Lista de los monarcas de Andorra
- Lista de los monarcas de Bélgica
- Lista de los monarcas de Dinamarca
- Lista de los monarcas de España
- Lista de los monarcas de Liechtenstein
- Lista de los monarcas de Luxemburgo
- Lista de los monarcas de Mónaco
- Lista de los monarcas de Noruega
- Lista de los monarcas de los Países Bajos
- Lista de los monarcas del Reino Unido
- Lista de los monarcas de Suecia
- Lista de los monarcas del Vaticano
- Lista de los monarcas de la Orden de Malta

### Oceanía
- Lista de los monarcas de Samoa
- Lista de los monarcas de Tonga

## Cronología de monarquías desaparecidas a partir delsigloXX
El resto de monarquías (desaparecidas antes del siglo XX) se encuentran en Monarquía

### Europa
- Lista de los monarcas de Albania (hasta 1939)
- Lista de los monarcas de Alemania (hasta 1918)
- Lista de los monarcas de Austria (hasta 1918)
- Lista de los monarcas de Baviera (hasta 1918)
- Lista de los monarcas de Bohemia (hasta 1918)
- Lista de los monarcas de Bulgaria (hasta 1946)
- Lista de los monarcas de Grecia (hasta 1973)
- Lista de los monarcas de Hungría (hasta 1918)
- Lista de los monarcas de Italia (hasta 1946)
- Lista de los monarcas de Montenegro (hasta 1918)
- Lista de los monarcas de Portugal (hasta 1910)
- Lista de los monarcas de Rumanía (hasta 1947)
- Lista de los monarcas de Rusia (hasta 1917)
- Lista de los monarcas de Sajonia (hasta 1918)
- Lista de los monarcas de Serbia (hasta 1945)

### Asia
- Lista de los monarcas de Afganistán (hasta 1973)
- Lista de los monarcas de China (hasta 1912)
- Lista de los monarcas de Corea (hasta 1910)
- Lista de los monarcas de Irak (hasta 1958)
- Lista de los monarcas de Irán (hasta 1979)
- Lista de los monarcas de Laos (hasta 1975)
- Lista de los monarcas de Maldivas (hasta 1968)
- Lista de los monarcas de Nepal (hasta 2008)
- Lista de los monarcas de Turquía (hasta 1922)
- Lista de los monarcas de Vietnam (hasta 1945)
- Lista de los monarcas de Yemen (hasta 1966)

### África
- Lista de los monarcas de Burundi (hasta 1966)
- Lista de los monarcas de Egipto (hasta 1953)
- Lista de los monarcas de Etiopía (hasta 1974)
- Lista de los monarcas del Imperio Centroafricano (hasta 1979)
- Lista de los monarcas de Libia (hasta 1969)
- Lista de los monarcas de Ruanda (hasta 1961)
- Lista de los monarcas de Túnez (hasta 1957)